# Germán Zabala Cubillos
Germán Enrique Zabala Cubillos, né le 2 octobre 1926 à Bogota et mort le 9 avril 2009 à Bogota est un mathématicien, philosophe, humaniste, homme politique et un révolutionnaire internationaliste colombien. Il fonde le mouvement Frente Unido del Pueblo avec Camilo Torres Restrepo, ainsi que l'initiateur du Groupe de Golconda. Germán Zabala Cubillos a travaillé au Chili avec le gouvernement de Salvador Allende, au Nicaragua dans la campagne d'alphabétisation sandiniste, et promoteur de l'université INCCA (Institut des sciences administratives) et Latino-Américaine en colombie,.

## Biographie
Germán Zabala Cubillos est né dans une famille d'enseignants assez aisée. Entre 1949 et 1956, il s’engage sérieusement dans les sciences, en faisant la connaissance de son professeur de mathématique moderne Carlo Federici Casa (1906-2005) à l'Université nationale de Colombie fondateur en 1956 du Département de mathématiques et de statistiques. Il rencontre les étudiants Pablo Casas Santofimio, Luciano Mora, José Nieto et Erwin Von Der Walde qui ont le pouvoir d’approfondir l'étude des sciences et de rencontrer les principaux représentants de la pensée mathématique de l’époque, Marc Krasner, Jean Dieudonné et Laurent Schwartz.
Germán Zabala Cubillos rencontre Camilo Torres Restrepo considéré comme martyr et héros de la révolution en amérique latine et adopte ses déductions. La prise du pouvoir nécessite la formation de cadres révolutionnaires pour constituer un nouveau régime, c’est pourquoi Camilo Torres demande à Germán Zabala la nécessité de developper une Université militante.
Germán Zabala commence à concevoir cette université militante, mais la mort de Camilo Torres l'oblige à intégrer de nouvelles méthodes (modèles éducatifs intégrés) (IEM) créés et mis en œuvre dans le modèle éducatif intégré et dans les paroisses populaires liées au mécontentement des masses populaires à l’égard du Front national.
L’émergence politique de l'association de Golconda sur la scène nationale (1968) est liée à la visite du Pape Paul VI en Colombie. Zabala lié au Mexique depuis 1960, s'implique d'avantage dans ce pays avec le mouvement « Política Popular », et propose une alliance entre le christianisme et la révolution.
En 1979, il s’engage dans le christianisme nicaraguayen et de la révolution sandiniste. Il travaille avec le prêtre Uriel Molina dans le quartier de Riguero à Managua, et rejoint le Front sandiniste pour coordonner l’École des cadres, entre les secteurs chrétiens, l’évêque de Cuernavaca, Sergio Méndez, et l’évêque du Nicaragua Miguel Obando Bravo.
En 1965, Zabala présente à la Sorbonne les thèses sur « Le Capital de Marx et son interprétation mathématique» et «Les particules élémentaires dans l’enseignement des mathématiques préscolaires» où le marxisme, la pensée mathématique et la pédagogie sont présents, travaillés d’une manière différente,..

## Famille
Germán Zabala Cubillos épouse Yolanda Archila, avec qui il aura trois enfants : César, Vladimir et Michel.

## Multimédia
- Vidéo sur la vie de Germán Enrique Zabala Cubillos .